# Марцано (Павија)
Марцано (итал. Marzano) је насеље у Италији у округу Павија, региону Ломбардија.
Према процени из 2011. у насељу је живело 778 становника. Насеље се налази на надморској висини од 79 м.

## Становништво
Према резултатима пописа становништва 2011. у општини је живело 1.559 становника.
| 1936. | 1951. | 1961. | 1971. | 1981. | 1991. | 2001. | 2011. |
| ----- | ----- | ----- | ----- | ----- | ----- | ----- | ----- |
| 1.283 | 1.209 | 1.121 | 973   | 839   | 812   | 1.025 | 1.559 |